# Klimontów (Basse-Silésie)
Pour les articles homonymes, voir Klimontów.
Klimontów est une localité polonaise de la gmina de Niechlów, située dans le powiat de Góra en voïvodie de Basse-Silésie.